# Supersypnoides
Sypnoides là một chi bướm đêm thuộc họ Noctuidae.